# Villette-de-Vienne
Villette-de-Vienne – miejscowość i gmina we Francji, w regionie Owernia-Rodan-Alpy, w departamencie Isère.
Według danych na rok 1990 gminę zamieszkiwało 1087 osób, a gęstość zaludnienia wynosiła 99 osób/km² (wśród 2880 gmin regionu Rodan-Alpy Villette-de-Vienne plasuje się na 733. miejscu pod względem liczby ludności, natomiast pod względem powierzchni na miejscu 1050.).